# Калаша (индуизм)
Кала́ша, или кала́ш (санскр. कलश, IAST: kalaśa; букв. «горшок»), — металлический (латунный, медный, серебряный или золотой) горшок, широко используемый в ритуальной практике индуизма и часто отображаемый в индуистской иконографии. В индуизме и джайнизме, калаш считается благоприятным объектом и символом процветания и благополучия. Калаш имеет широкое дно и узкое горло, достаточно большое для того, чтобы на него можно было поместить кокосовый орех.
Калашем также называют подобный горшок, заполненный водой и прикрытый листом манго или кокосовым орехом. Иногда вместо воды калаш наполняют монетами, зерном, драгоценными камнями или золотом. Кокос часто обматывают красной нитью или куском красной ткани. При этом верхняя часть кокосового ореха, так называемая шира (буквально «голова») остаётся непокрытой. Горшок также обматывают священным шнуром. Украшенный таким образом калаш называют «пурна-калаш». Пурна-калашу поклоняются как богине-матери в ходе обрядов свадеб, а также ритуалов, проводимых по случаю рождения детей. Его также используют в ходе самых различных индуистских ритуалов. Каждый из элементов пурна-калаша символизирует различные материальные элементы: металлический калаш олицетворяет плодородие, землю и женское лоно, в котором возникает жизнь. Листья манго ассоциируются с богом любви Камой, символизирующим аспект наслаждения. Кокосовый орех, в свою очередь, олицетворяет материальное процветание и богатство. Вода в горшке символизирует жизненнодающий аспект природы. Согласно разным трактовкам, пурна-калаш олицетворяет Шиву, Ганешу, Лакшми или Парвати.
Согласно другой интерпретации, пурна-калаш ассоциируется с пятью материальными элементами и чакрами. Металлическая база горшка олицетворяет элемент земли, его широкая центральная часть — воду, горло — огонь, входное отверстие горшка — воздух, а кокос и листья манго — эфир. В контексте чакр, шира (верхняя часть кокоса) представляет сахасра-чакру, а дно калаша — муладхара-чакру.
Калаша является популярным мотивом в индуистском искусстве и архитектуре. Самые ранние индуистские архитектурные памятники с изображением калаша датируются V веком, а самые ранние упоминания о калаше можно обнаружить в «Ригведе». В индуистском искусстве, такие божества, как Брахма, Шива и Лакшми часто изображаются с калашем в руках.
В джайнизме калаш является одним из «восьми благих символов» (аштамангала). Вокруг калаша, как правило, изображаются два глаза, которые символизируют истинную веру и истинное знание. Первые изображения джайнского калаша относятся к периоду Кушанского царства (I—III веков).